# Anton Terechow (Handballspieler)
Anton Andrijowytsch Terechow (ukrainisch Антон Андрійович Терехов, englische Transkription Anton Terekhov, geboren am 28. Juli 1992 in Luhansk) ist ein ukrainischer Handballspieler, der auf der Position Torwart eingesetzt wird.

## Vereinskarriere
Terechow begann seine Karriere beim ukrainischen Verein HK Portowyk Juschni. Er wechselte nach Estland zu HC Kehra, ab 2016 spielte er erneut in der Ukraine, diesmal bei HK Motor Saporischschja. Nach einem Vertrag bei Pogoń Szczecin spielte er 2021 in Rumänien bei CS Minaur Baia Mare.
Mit seinen Teams spielte er auch international im EHF-Pokal, im EHF Challenge Cup, EHF European Cup und in der EHF Champions League.

## Auswahlmannschaften
Er steht im Kader der ukrainischen Nationalmannschaft, so bei der Europameisterschaft 2020.